# Gitta Steiner
Gitta Steiner (geboren als Hana Steiner 17. April 1932 in Prag, Tschechoslowakei; gestorben 1. Januar 1990 in New York City) war eine US-amerikanische Komponistin.

## Leben
Hana Steiner war eine Tochter der Erna Bondy und des Erhard Steiner. Nach der deutschen Besetzung der Tschechoslowakei Anfang 1939 floh die Familie und kam 1940 in New York City an.
Steiner studierte Komposition an der Juilliard School bei Vincent Persichetti,
Gunther Schuller und Elliott Carter mit einem Bachelor- und einem Master-Abschluss. Sie erhielt eine Abraham Ellstein Scholarship.
Sie lehrte 1962 bis 1966 am Brooklyn Conservatory of Music und nochmals 1983/84. Im Jahr 1967 war sie Fellow am Tanglewood Music Center. Steiner war 1968 Mitgründerin der „Composers' Group for International Performance“. Sie komponierte vornehmlich für Schlagzeuginstrumente. Die Texte ihrer Liedkompositionen schrieb sie selbst.
Steiner gewann 1972 einen American Society of Composers and Publishers (ASCAP) Award. Außerdem erhielt sie eine Donell Library Composer’s Forum Honor, den Gretchaninoff Memorial Prize und den Marion Freschl Award.

## Kompositionen (Auswahl)
- Piano sonata 1964
- Five pieces for trombone and piano, 1965.
- Fantasy piece : for piano, 1966.
- Interludes for medium voice and vibraphone. 1968
- Trio, 1969.
- Quartet for percussion, 1968. 1969
- Four bagatelles for solo vibraphone. 1970
- Four songs. 1970 and 1975
- Three poems for percussion and voice. 1970
- Three songs for medium voice. 1970
- Duo 1971 for 'cello and percussion. 1971
- Dream dialogue : for soprano and percussion. 1974
- New poems for voice and vibraphone. 1974
- Cantos : 1975.
- 3 pieces for percussion. 1978
- Contemporary solos for vibraphone and marimba. 1982
- Sonatine : for vibraphone and marimba. 1983
- Sonata for solo vibraphone. 1984
- Duo for vibraphone and marimba. 1987